# Unione Sportiva Cremonese 1968-1969
Questa pagina raccoglie le informazioni riguardanti l'Unione Sportiva Cremonese nelle competizioni ufficiali della stagione 1968-1969.

## Stagione
Nella stagione 1968-1969 la Cremonese ha disputato il campionato di Serie C, girone A. Classificatasi diciassettesima, ha perso lo spareggio salvezza giocato a Brescia il 29 giugno 1969 contro il Marzotto Valdagno ed è retrocessa in Serie D con Asti e Rapallo, il campionato ha permesso al Piacenza, che lo ha vinto, di salire in Serie B.
Appena tornata in Serie C, la Cremonese di Domenico Luzzara parte con l'obiettivo di mantenere la categoria, conferma sulla panchina Manlio Bacigalupo e cede il gioiello di famiglia Emiliano Mondonico al Torino. L'inizio del campionato è discreto, si riesce a battere il Piacenza che domina il torneo, poi si ammala l'allenatore grigiorosso, gli subentra Eugenio Bergonzi, che non riesce a dare la scossa alla squadra. La corsa per raggiungere la salvezza diventa un duello con la formazione di Valdagno, ma le due squadre dopo 38 giornate chiudono alla pari il campionato con 32 punti, si rende così necessario uno spareggio, perché anche la differenza reti delle due squadre è la stessa (-11). Lo si gioca a Brescia, sugli spalti del Rigamonti ci sono 4.200 spettatori, quasi tutti di fede cremonese, ma la vittoria (2-1) è del Marzotto e dei suoi trecento festanti tifosi, per la Cremonese c'è il mesto ritorno in Serie D, una categoria che sembrava aver salutato per sempre un anno prima.

## Rosa
| N. |                   | Ruolo | Calciatore         |
| -- | ----------------- | ----- | ------------------ |
|    | Italia (bandiera) | C     | Alberto Anceschi   |
|    | Italia (bandiera) | P     | Pierluigi Bellardi |
|    | Italia (bandiera) | D     | Giuseppe Borsotti  |
|    | Italia (bandiera) | C     | Tarcisio Cantoni   |
|    | Italia (bandiera) | D     | Luciano Cesini     |
|    | Italia (bandiera) | A     | Franco Donadelli   |
|    | Italia (bandiera) | C     | Gianluigi Maggioni |
|    | Italia (bandiera) | D     | Bruno Manganati    |
|    | Italia (bandiera) | A     | Giorgio Mascheroni |

| N. |                   | Ruolo | Calciatore       |
| -- | ----------------- | ----- | ---------------- |
|    | Italia (bandiera) | C     | Franco Nicolini  |
|    | Italia (bandiera) | D     | Claudio Ripari   |
|    | Italia (bandiera) | A     | Giacomo Rossi    |
|    | Italia (bandiera) | C     | Mauro Sudati     |
|    | Italia (bandiera) | A     | Attilio Tassi    |
|    | Italia (bandiera) | D     | Giovanni Vecchi  |
|    | Italia (bandiera) | C     | Sergio Velmini   |
|    | Italia (bandiera) | A     | F. Velmini       |
|    | Italia (bandiera) | C     | Aristide Zardoni |

## Risultati

### Girone di andata
| Arbitro: | Lupi (Genova) |

|               |           |  |
| Donadelli 65’ | Marcatori |  |

| Arbitro: | Bellandi (Lucca) |

|                            |           |              |
| Cesini 42’ (aut.) Tomy 48’ | Marcatori | 3’ Donadelli |

| Arbitro: | Cimma (Biella) |

|                          |           |  |
| Nicolini 65’ Cantoni 75’ | Marcatori |  |

| Busto Arsizio 6 ottobre 1968 4ª giornata | Pro Patria          | 0 – 0 | Cremonese | Stadio Comunale\| Arbitro: \| Lattanzi (Macerata) \| |
| Arbitro:                                 | Lattanzi (Macerata) |       |           |                                                      |

| Arbitro: | Stagnoli (Bologna) |

|              |           |               |
| Nicolini 48’ | Marcatori | 70’ Ciclitira |

| Arbitro: | Ghetti (Modena) |

|                     |           |              |
| Longo 26’ Rossi 29’ | Marcatori | 75’ Borsotti |

| Cremona 27 ottobre 1968 7ª giornata | Cremonese        | 0 – 0 | Udinese | Stadio Giovanni Zini\| Arbitro: \| Levrero (Genova) \| |
| Arbitro:                            | Levrero (Genova) |       |         |                                                        |

| Arbitro: | Fuschi (Pescara) |

|                                        |           |  |
| Postini 65’, 89’ Cavalletti 83’ (rig.) | Marcatori |  |

| Arbitro: | Tabanelli (Ravenna) |

|           |           |             |
| Rossi 46’ | Marcatori | 79’ Zancopè |

| Arbitro: | Marchetti (Vicenza) |

|           |           |  |
| Rossi 63’ | Marcatori |  |

| Cremona 24 novembre 1968 11ª giornata | Cremonese           | 0 – 0 | Verbania | Stadio Giovanni Zini\| Arbitro: \| Lattanzi (Macerata) \| |
| Arbitro:                              | Lattanzi (Macerata) |       |          |                                                           |

| Arbitro: | Prati (Parma) |

|              |           |  |
| Spangaro 13’ | Marcatori |  |

| Arbitro: | Pilotto (Roma) |

|                         |           |                |
| Scala 5’, 20’ Paina 78’ | Marcatori | 46’ Mascheroni |

| Cremona 15 dicembre 1968 14ª giornata | Cremonese           | 0 – 0 | Legnano | Stadio Giovanni Zini\| Arbitro: \| Lo Cascio (Palermo) \| |
| Arbitro:                              | Lo Cascio (Palermo) |       |         |                                                           |

| Rapallo 22 dicembre 1968 15ª giornata | Rapallo Ruentes   | 0 – 0 | Cremonese | Stadio Umberto Macera\| Arbitro: \| Magnani (Firenze) \| |
| Arbitro:                              | Magnani (Firenze) |       |           |                                                          |

| Arbitro: | Sgherri (Grosseto) |

|  |           |                         |
|  | Marcatori | 5’ Giannini 88’ Bramati |

| Valdagno 12 gennaio 1969 17ª giornata | Marzotto Valdagno | 0 – 0 | Cremonese | Stadio dei Fiori\| Arbitro: \| Lupi (Genova) \| |
| Arbitro:                              | Lupi (Genova)     |       |           |                                                 |

| Arbitro: | D'Amico (Loreto) |

|                     |           |            |
| Rossi 9’ Vecchi 86’ | Marcatori | 71’ Chiodi |

| Arbitro: | Tabanelli (Ravenna) |

|                                   |           |                             |
| Cesini 27’ Pandolfi 47’ Marmo 59’ | Marcatori | 23’ Ripari 85’ (rig.) Tassi |

### Girone di ritorno
| Arbitro: | Marti (Napoli) |

|              |           |               |
| Costanzo 18’ | Marcatori | 15’ Donadelli |

| Cremona 9 febbraio 1969 21ª giornata | Cremonese           | 0 – 0 | Alessandria | Stadio Giovanni Zini\| Arbitro: \| Chiapponi (Livorno) \| |
| Arbitro:                             | Chiapponi (Livorno) |       |             |                                                           |

| Arbitro: | Monforte (Palermo) |

|                              |           |  |
| Favari 18’ (rig.) Stevan 78’ | Marcatori |  |

| Arbitro: | D'Amico (Loreto) |

|                            |           |  |
| Maggioni 35’ Donadelli 74’ | Marcatori |  |

| Arbitro: | Magnani (Firenze) |

|            |           |           |
| Cossar 74’ | Marcatori | 62’ Tassi |

| Arbitro: | Cantelli (Firenze) |

|  |           |                |
|  | Marcatori | 75’ Brusadelli |

| Arbitro: | Stagnoli (Bologna) |

|                                     |           |  |
| Caporale 60’ Calisti 69’ Blasig 70’ | Marcatori |  |

| Cremona 23 marzo 1969 27ª giornata | Cremonese       | 0 – 0 | Trevigliese | Stadio Giovanni Zini\| Arbitro: \| Trilli (Matera) \| |
| Arbitro:                           | Trilli (Matera) |       |             |                                                       |

| Chioggia 30 marzo 1969 28ª giornata | Sottomarina        | 0 – 0 | Cremonese | Stadio Aldo e Dino Ballarin\| Arbitro: \| Rodomonti (Teramo) \| |
| Arbitro:                            | Rodomonti (Teramo) |       |           |                                                                 |

| Arbitro: | Marino (Taranto) |

|  |           |                |
|  | Marcatori | 49’, 70’ Rizzi |

| Arbitro: | Martinelli (Catanzaro) |

|  |           |           |
|  | Marcatori | 5’ Sudati |

| Arbitro: | Beccaria (Lecco) |

|                              |           |                          |
| Sirena 5’ (aut.) Velmini 10’ | Marcatori | 52’ Zambianchi 69’ Goffi |

| Arbitro: | Levrero (Genova) |

|              |           |                                      |
| Maggioni 58’ | Marcatori | 16’ Paina 30’ (rig.) Varnier 90’ Ive |

| Arbitro: | Vannucchi (Bologna) |

|           |           |  |
| Lesca 67’ | Marcatori |  |

| Arbitro: | Menegali (Roma) |

|                           |           |             |
| Donadelli 66’ Cantoni 89’ | Marcatori | 12’ Bolzoni |

| Novara 1º giugno 1969 35ª giornata | Novara        | 0 – 0 | Cremonese | Stadio Comunale\| Arbitro: \| Lupi (Genova) \| |
| Arbitro:                           | Lupi (Genova) |       |           |                                                |

| Arbitro: | Bravi (Roma) |

|                |           |  |
| Mangagnati 66’ | Marcatori |  |

| Arbitro: | Trono (Torino) |

|          |           |                |
| Rigo 88’ | Marcatori | 30’ Mascheroni |

| Arbitro: | Panzino (Catanzaro) |

|                                                    |           |               |
| Vecchi 40’ Mascheroni 48’ Cesini 54’ Donadelli 85’ | Marcatori | 14’ Mantovani |

### Spareggio salvezza
| Arbitro: | Calì (Roma) |

|                    |           |               |
| Zanon 42’ Coli 54’ | Marcatori | 68’ Donadelli |